# Dolores Villarino
Dolores Villarino Santiago (n. Ginzo de Limia, Orense; 9 de febrero de 1945) es una política española, miembro del Partido Socialista de Galicia-PSOE.

## Trayectoria
Estudió económicas en la Universidad de Santiago de Compostela y allí comenzó su militancia política en el Partido Comunista de Galicia, ya en el PSdeG fue concejala en el Ayuntamiento de Vigo (1991-2002), primera teniente de alcalde (1991-1995) y desde 1997 diputada en el Parlamento de Galicia. Fue la presidenta del Parlamento de Galicia desde el 18 de julio de 2005 hasta 2009. 